# Rakovo
Rakovo es un municipio del distrito de Martin en la región de Žilina, Eslovaquia, con una población estimada a final del año 2024 de 398 habitantes.
Se encuentra ubicado al oeste de la región, cerca del curso alto del río Váh (cuenca hidrográfica del Danubio) y del parque nacional de Veľká Fatra.

## Demografía
| Año        | 1994 | 2004     | 2014    | 2024     |
| ---------- | ---- | -------- | ------- | -------- |
| Población  | 242  | 317      | 333     | 398      |
| Diferencia |      | +30,99 % | +5,04 % | +19,51 % |

| Año        | 2023 | 2024    |
| ---------- | ---- | ------- |
| Población  | 385  | 398     |
| Diferencia |      | +3,37 % |